# اوپوآوت
اوپوآوت (هیروگلیف: wp-w3w.t؛ وپ-واوت، وِپواوِت، آپوآت، اوفوئیس)، در اساطیر مصر به عنوان ایزد جنگاوری و تدفین پرستیده می‌شد. معمولاً با سر گرگ یا شغال نمایش داده می‌شود و معنی نام وی "کسی که راه را باز می‌کند" است. به عقیده برخی مفسرین او به عنوان یک دیده‌بان مسیر را برای عبور لشکر هموار می‌ساخت. کتیبه‌ای در شبه‌جزیره سینا آورده است که او راه را برای پیروزی پادشاه سخم‌خت باز می‌کند.
اوپوآوت عموما به عنوان ایزد گرگ مانند دیده می‌شد و مکان فرقه او در شهر اسیوط (لیکوپولیس، در یونانی به معنی "شهر گرگ‌ها") واقع در مصر علیا بود. او از اولین ایزدان مصری است که گزارش شده است. اوپوآوت تا حد زیادی در ارتباط با خاندان سلطنتی و فرعون دیده می‌شد (صورت من صورت اوپوآوت است، متون اهرام) و نماد حمایت از آنان در به قدرت رسیدن و همراهی آنان در شکار (در این جایگاه با عنوان کسی که تیرهایش به تنهایی از خدایان قدرتمندتر است) یا گذر فرعون از دوات (قلمرو مردگان) بود.
در گذر زمان، ارتباط اوپوآوت با جنگ و به تبع آن مرگ، باعث شد او به عنوان کسی دیده شود که راه‌های دوات را برای ارواح مردگان باز می‌کند. به همین دلیل، و همچنین تشابه شغال و گرگ، او به آنوبیس، ایزد آسیوط، مرتبط شد، و سرانجام به عنوان برادر او دیده شد. او هم با سر گرگ و هم با سر شغال، همانند آنوبیس، دیده می‌شد. همچنین گفته می‌شد که او پسر ست است، و در‌نتیجه غالبا با آنوبیس اشتباه گرفته می‌شد. این ایزد در نگاره‌های معبد ستی یکم در ابیدوس دیده می‌شود.
اوپوآوت در هنر متاخر مصر باستان، به عنوان یک گرگ یا شغال، یا فردی با سر گرگ یا شغال به تصویر کشیده می‌شد. او حتی در قالب یک شغال، با مویی خاکستری یا سفید نشان داده می‌شد که بازتاب دهنده تبار گرگ‌مانند اوست. او به ندرت در قالب یک انسان کامل ظاهر شده است. با این حال صحت رنگ خاکستری مورد بحث نظری است و به عقیده برخی پژوهشگران مخالف، او همانند آنوبیس با موی مشکی تصویر می‌شده است. نا‌هم‌خوانی رنگ غالبا به فرسایش رنگدانه یا تفاوت رنگدانه انتخابی نگارگر (برای اوپوآوت، آنوبیس، و دیگر ایزدان شغال مانند از جمله داموتف) مربوط شده است.
او گاهی به عنوان یک سرباز و همچنین در حال حمل سلاح - یک گرز و یک کمان - به تصویر کشیده می‌شد.
بعدها با هدف تمجید از فرعون، برای مدتی کوتاه اسطوره‌ای پراکنده شده بود که مدعی بود اوپوآوت در معبد بوتو، مقر مقدس کهن‌ترین ایزدبانوی مصر سفلی، واقع در مرکز مصر سفلی به دنیا آمده است. در نتیجه، اوپوآوت که پیش‌از‌این تنها نماد مصر علیا بود، به جزئی بنیادی در مناسک سلطنتی و نماد یکپارچگی مصر تبدیل شد.
در متون متاخر اهرام، اوپوآوت "رع" خوانده می‌شود، کسی که، احتمالا به عنوان "باز‌کننده" آسمان، از افق بالا رفت. در متون تدفینی متاخر مصری، اوپوآوت در آیین گشودن دهان شرکت دارد و مردگان را به جهان زیرین هدایت می‌کند.

## در فرهنگ عامه
در بازی پادشاهان صلیبی ۳، اوپوآوت ایزد بزرگ مذهب کردفان است.
اوپوآوت خدای شخصی یا توتم ثو، شخصیت اصلی کتاب بانوی نی‌ها اثر پائولین گج است.

## منشاء جانور
گرچه گونه جانوری ارائه شده توسط جانور مصر باستان، sꜢb / sAb (شغال/گرگ)، دقیقا مشخص نیست، گرگ طلایی آفریقایی یکی از گونه‌های جانوری بود که برای نمایش الگوی بسیاری از ایزدان مصر باستان، از جمله اوپوآوت، در نظر گرفته می‌شد. فرضیه‌های دیگر شامل شغال پشت‌سیاه و شغال طلایی یا شغال آسیایی می‌شود.
شغال مصری به عنوان زیرگونه شغال طلایی ثبت شده، اما داده‌های مولکولی و استخوان‌شناسی ثابت کرده‌اند که گونه‌ای منحصر‌به‌فرد است. شغال مصری بومی مصر، لیبی، و اتیوپی است، گرچه در دوران پسا-پلیستوسن محدوده زندگی آن‌ها منطقه فلسطین را در‌بر می‌گرفت.
آمیزش بین‌گونه‌ای نیز قابل چشم‌پوشی نیست، و این فرضیه مطرح است که گونه‌ای با ویژگی‌های مشترک شغال آفریقایی و گونه‌های گرگ می‌تواند حلقه مفقوده این زنجیره باشد، همان‌گونه که از آمیزش گرگ طلایی آفریقایی و شغال طلایی، شغال مصری به وجود می‌آید.

## نگارخانه

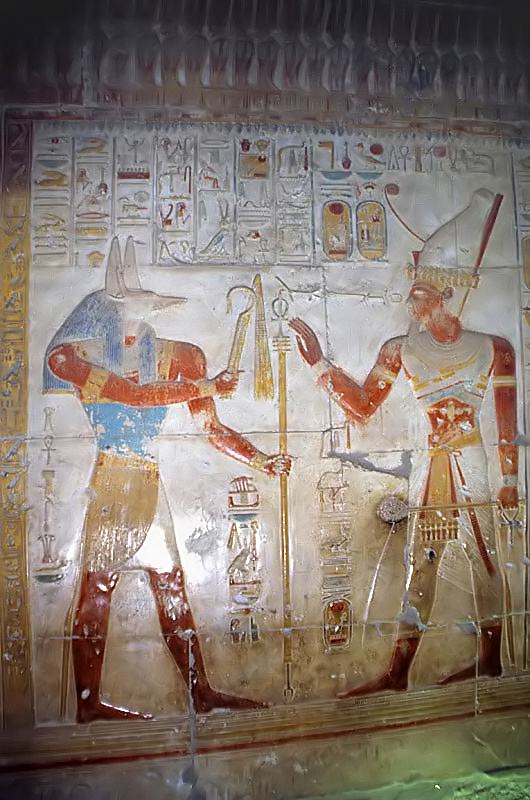
اوپوآوت در حال اعطای عصای سلطنتی به ستی یکم، نقش‌برجسته معبد ستی یکم
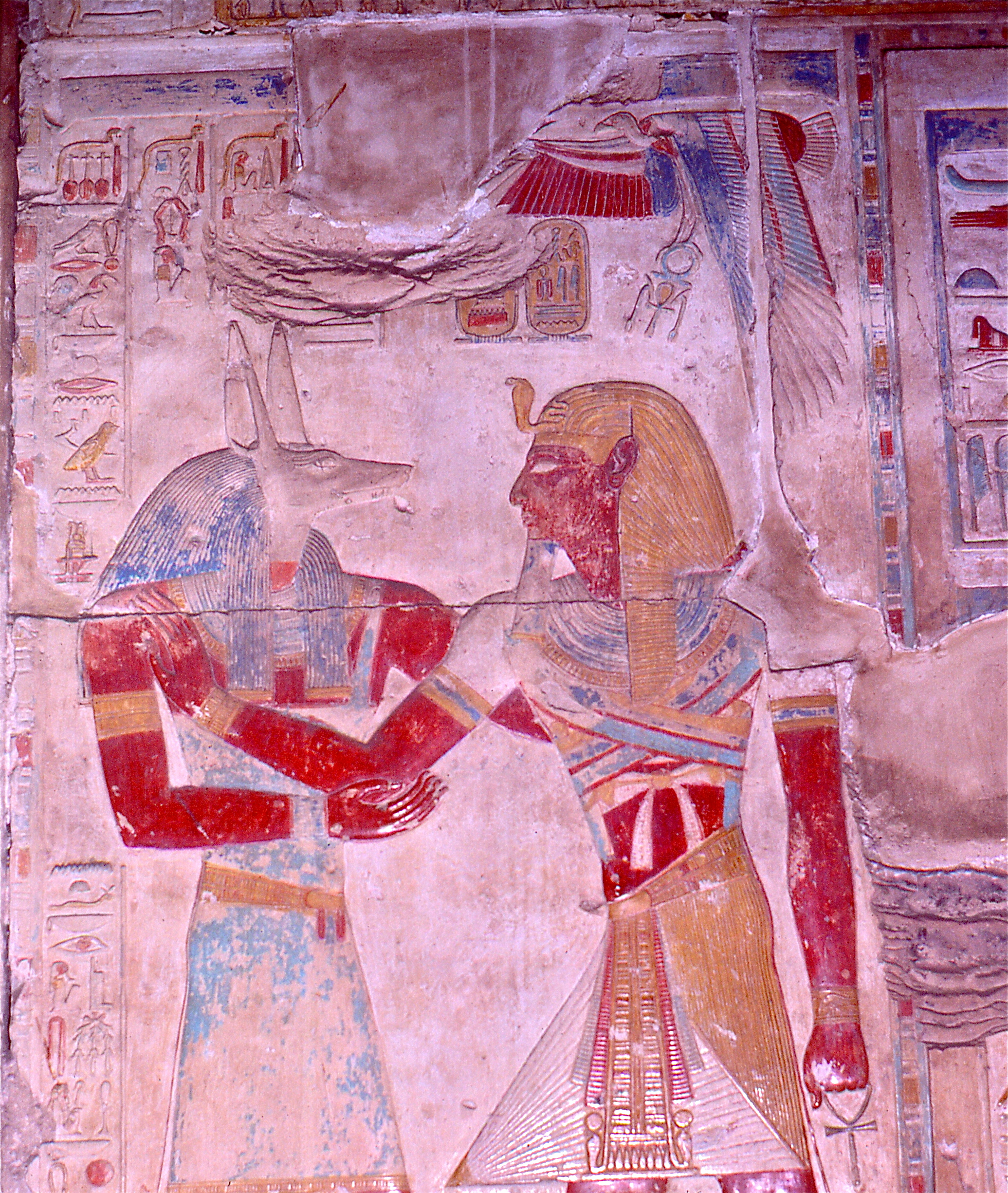
نقش‌برجسته ستی یکم به همراه اوپوآوت
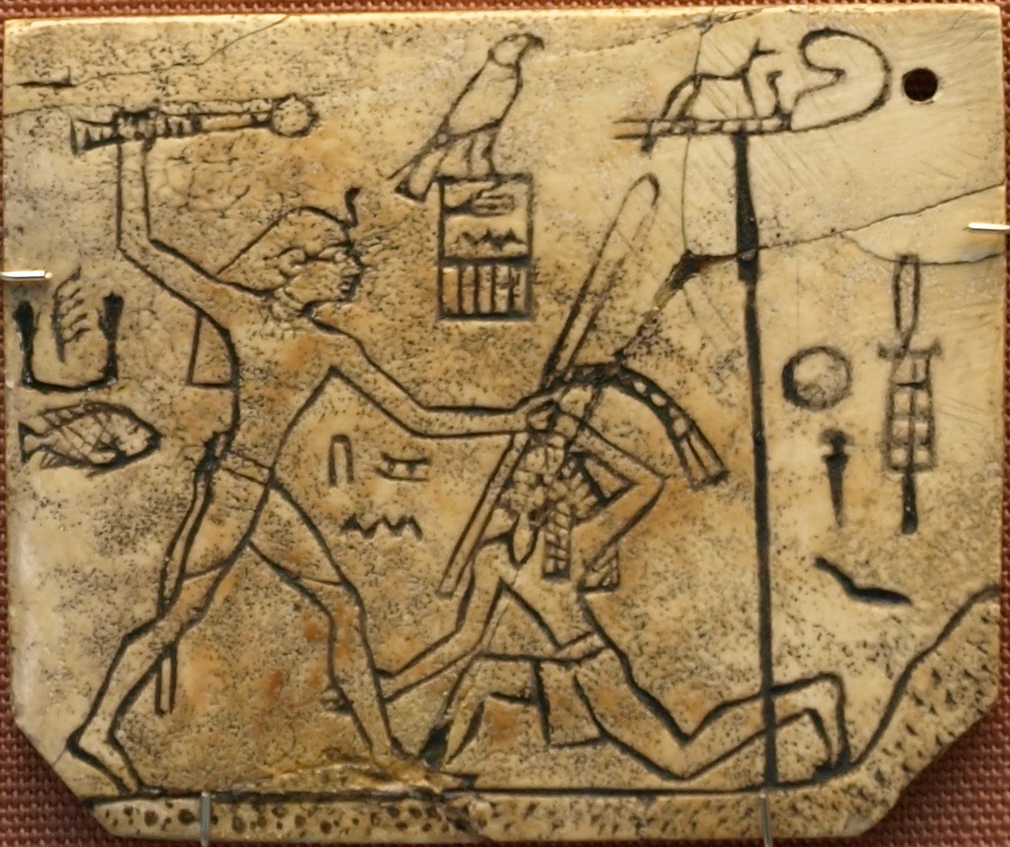
پلاک مک‌گرگور از جنس عاج با نقش دن (فرعون)، کشف شده در معبد او واقع در ابیدوس، مربوط به 3000 قبل از میلاد. اوپوآوت بر نوک درفش سمت راست تصویر قرار دارد.
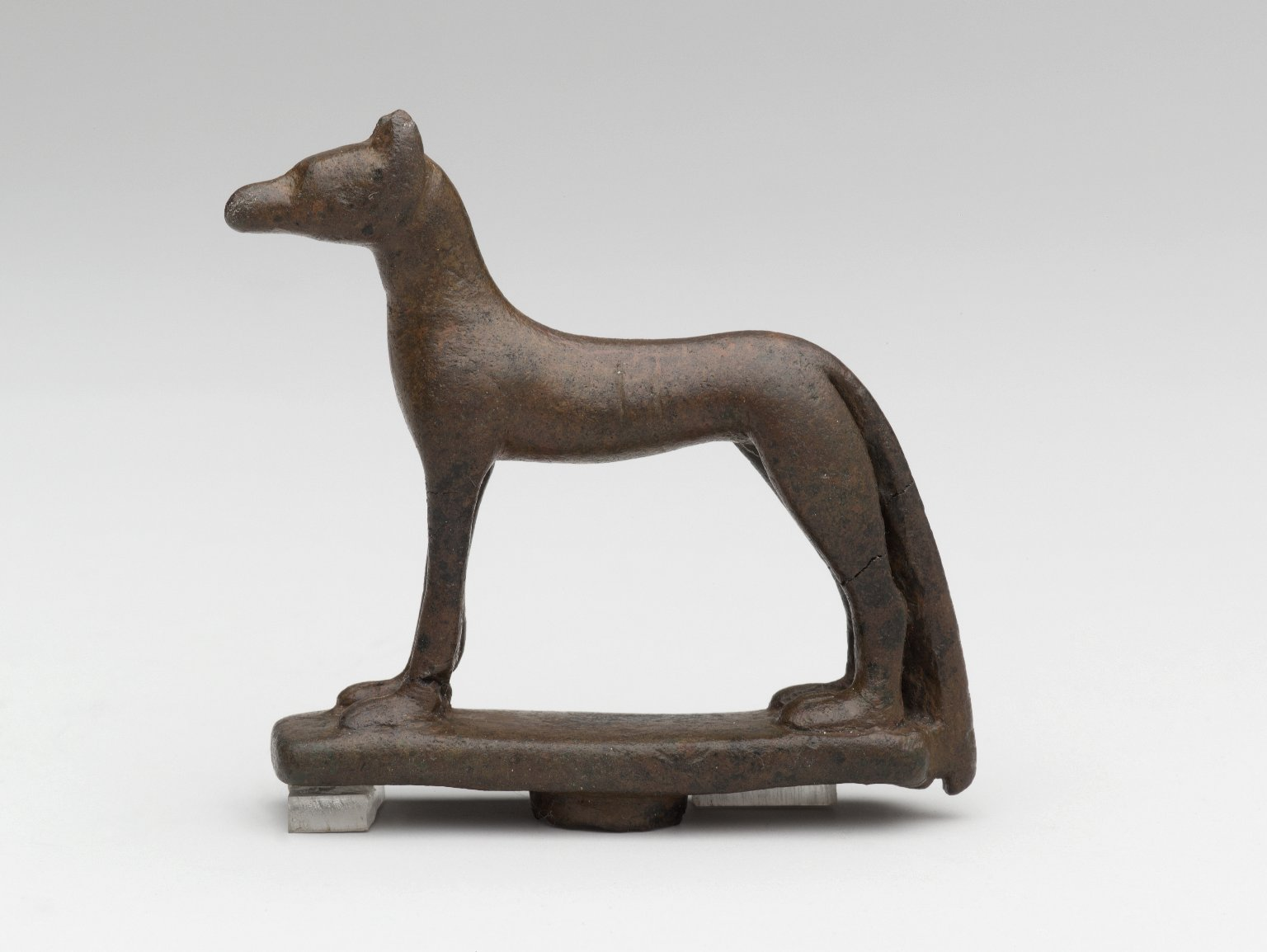
تندیس اوپوآوت، 664 تا 332 قبل از میلاد، موزه بروکلین
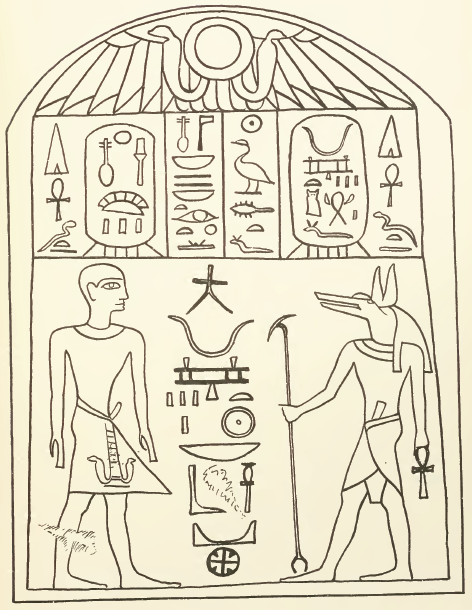
انگاره‌ای از یک لوح سنگی که فرعون وپواوتمساف را در مقابل اوپوآوت نشان می‌دهد، مربوط به قرن 17 قبل از میلاد.
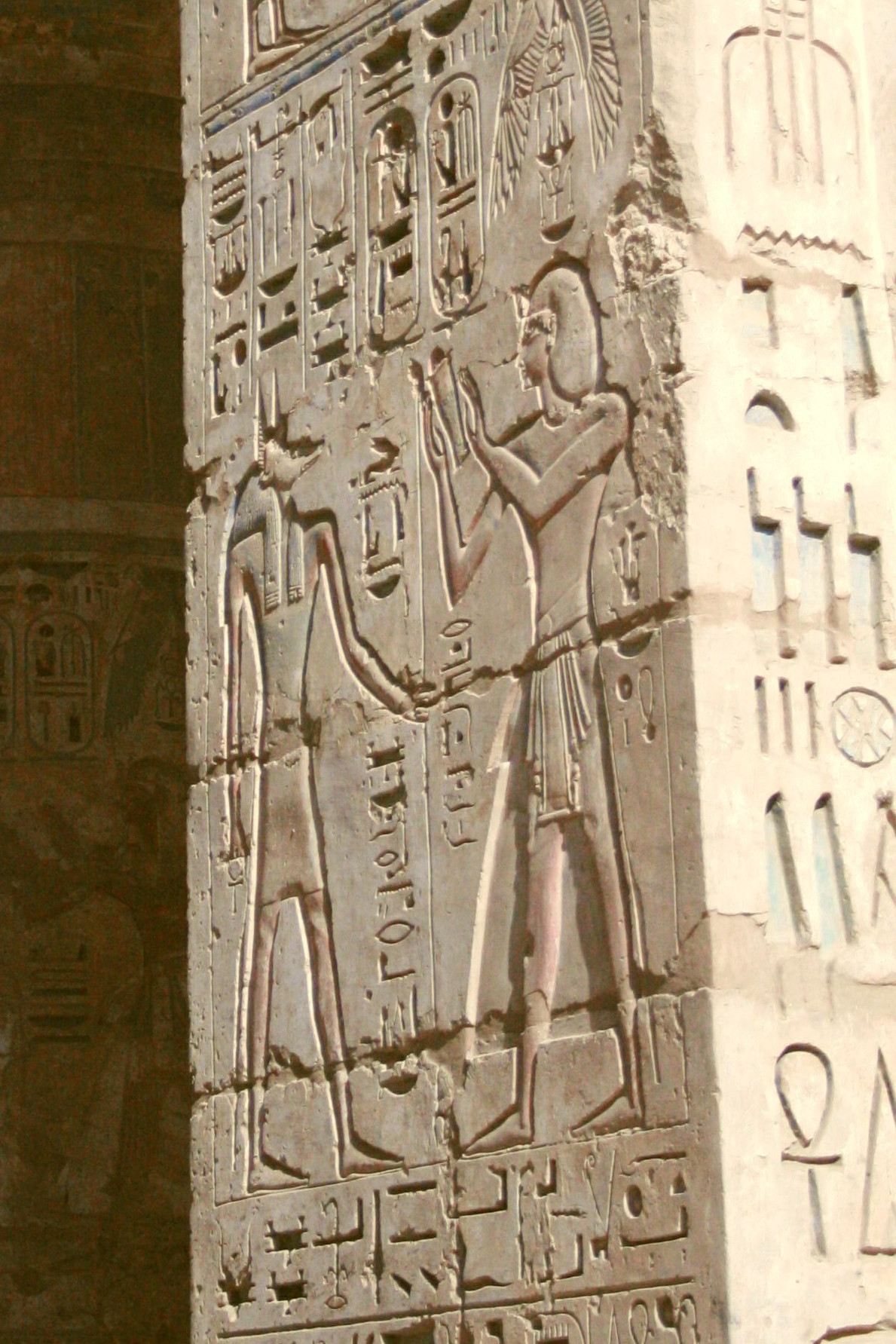
رامسس سوم در مقابل اوپوآوت در نقش‌برجسته‌ای در شهر هابو، مربوط به قبل از میلاد.
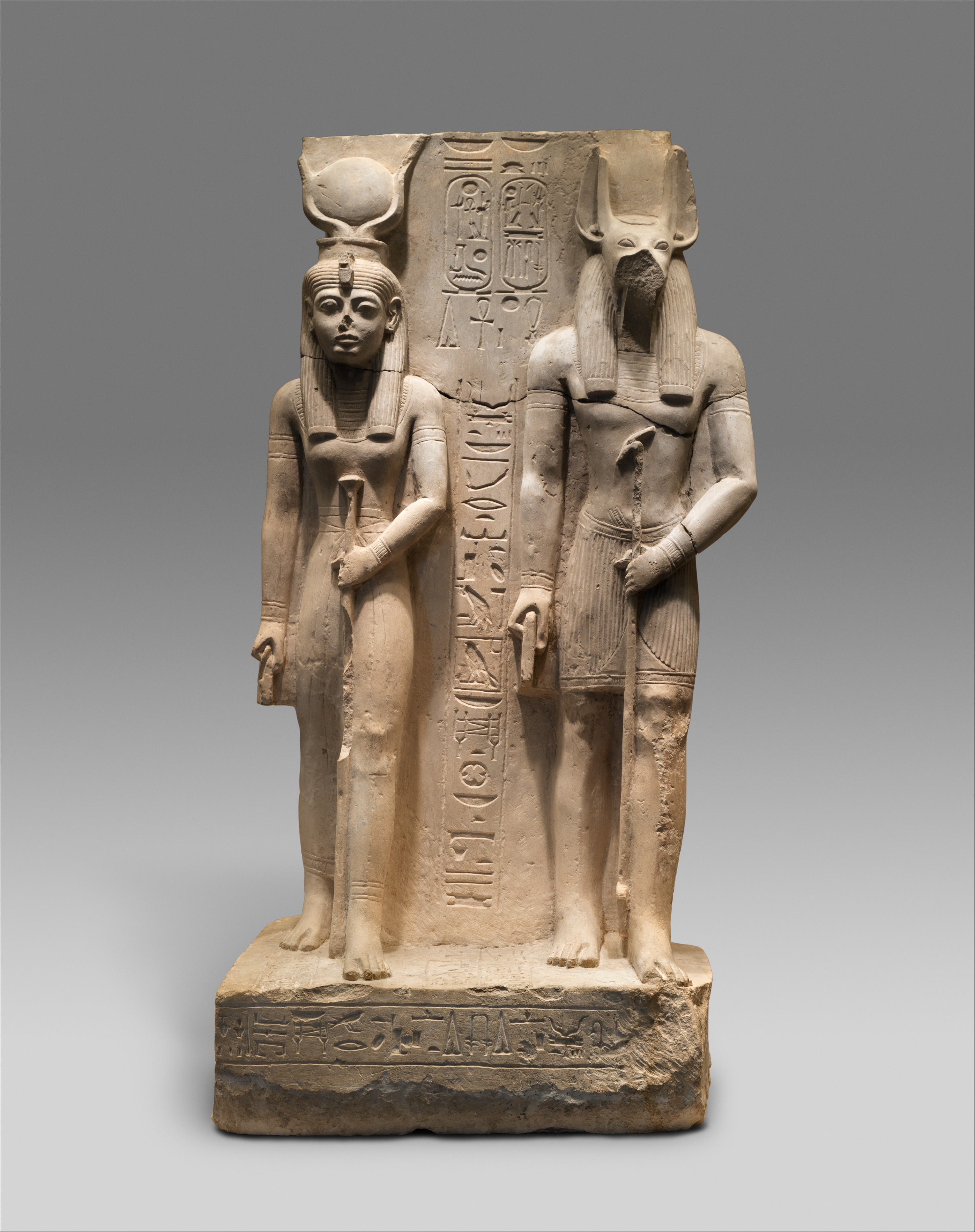
تندیس اوپوآوت به همراه ایزد بانو ایزیس-حاثور، متعلق به سیسه، از افسرهای رامسس دوم
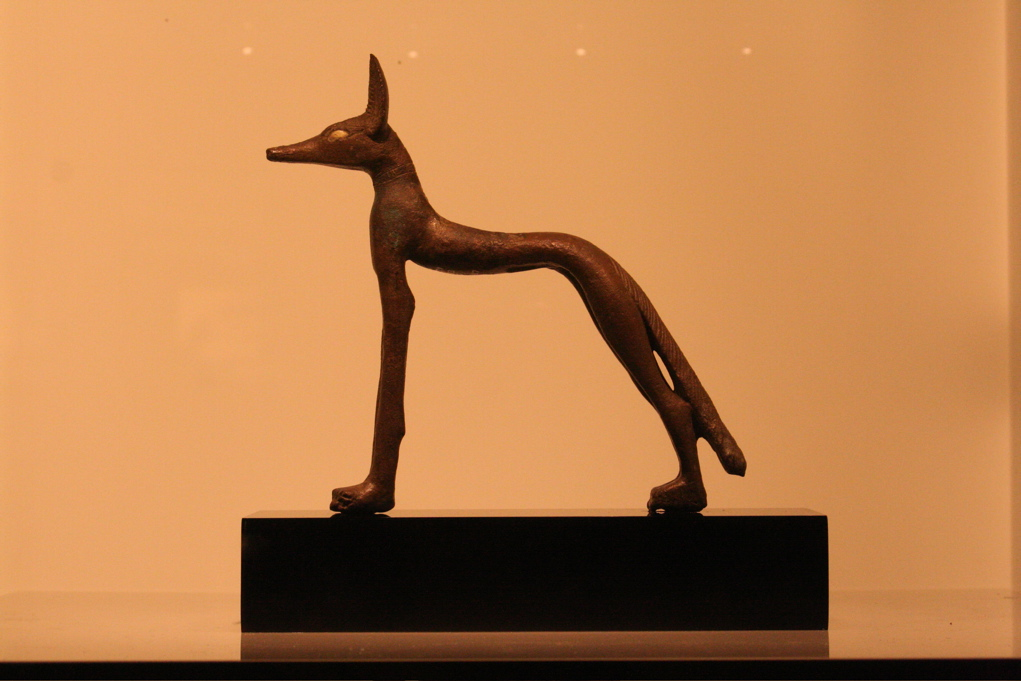
تندیس اوپوآوت، موزه بریتانیا
درفش با طرح ایزد اوپوآوت، بین 722 و 332 قبل از میلاد، دوره متاخر مصر باستان، موزه مصر‌شناسی تورین
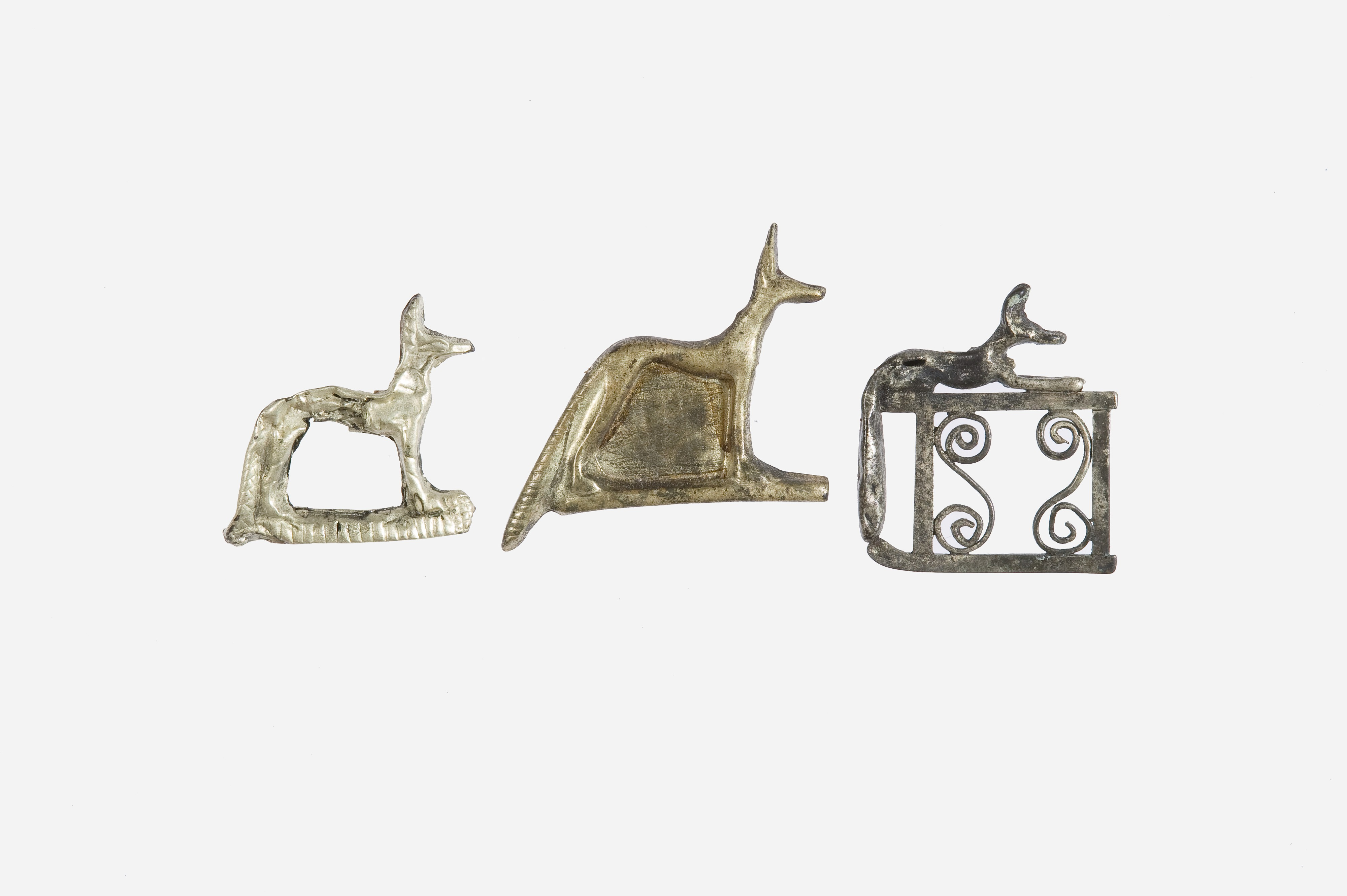
طلسم‌های شغال به شکل اوپوآوت